# Roscado

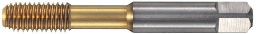
Macho de roscar por laminación.

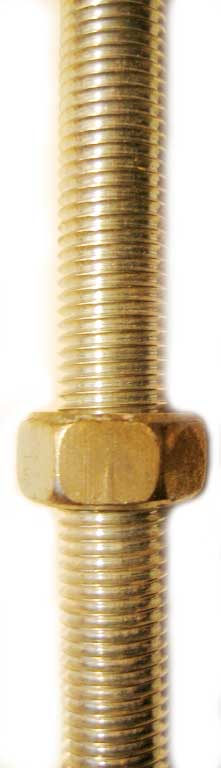
Perno roscado, varilla roscada o barra roscada con tuerca M16

Se llama roscado al proceso de formar una rosca, ya sea interior como exterior. Una rosca es una superficie cuyo eje está contenido en el plano y en torno a él describe una trayectoria helicoidal cilíndrica.
El roscado puede ser realizado con herramientas manuales o máquinas herramientas, como taladradoras, fresadoras y tornos. Para el roscado manual se utilizan machos y terrajas, que son herramientas de corte usadas para crear las roscas de tornillos y tuercas en metales, madera y plástico. El macho se utiliza para roscar la parte hembra mientras que la terraja se utiliza para roscar la porción macho del par de acoplamiento. El macho también puede utilizarse para roscado a máquina.
Si se necesita producir grandes cantidades de roscados tanto machos como hembras se utiliza el roscado por laminación según el material con que esté construido.

## Roscado manual

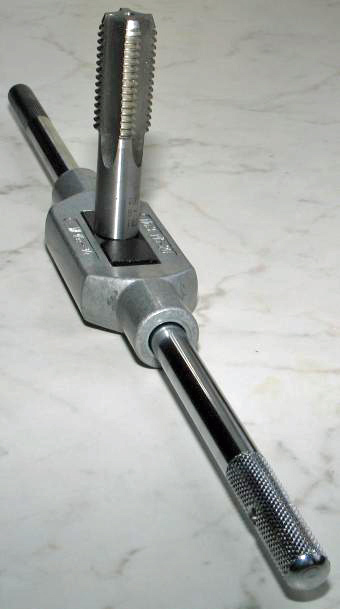
Macho de roscar a mano con su soporte.

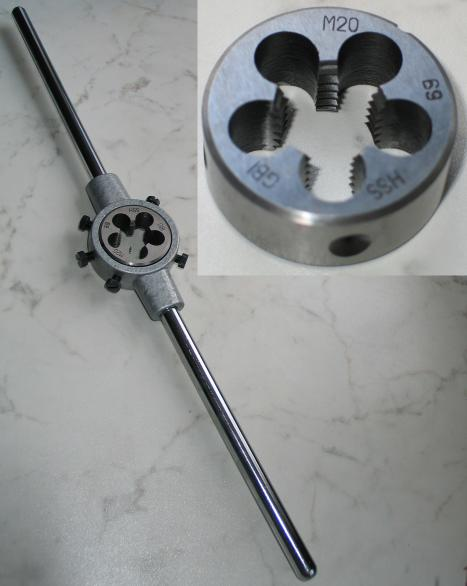
Terraja de roscar a mano con su bandeador.

El roscado manual puede realizarse por medio de un macho o de una terraja. El macho es una herramienta de corte con la que se hacen roscas en la parte interna de agujeros, generalmente en una pieza metálica o de plástico.
Por su parte, la terraja es una herramienta manual de corte que se utiliza para el roscado manual de pernos y tornillos.
Ambas herramientas deben tener un diámetro específico y un paso de rosca establecido por algún sistema de rosca. El proceso del roscado a mano se realiza aplicando tres machos en forma sucesiva. El primer macho posee una entrada larga cónica y carece de dientes. Se utiliza para comenzar y guiar la rosca. El siguiente se utiliza para desbastar la rosca y el último acaba y calibra la rosca. También se puede emplear como macho de máquina.
El roscado manual se utiliza en mantenimiento industrial y mecánico para repasado de roscas, en instalaciones y montajes eléctricos, etc. El roscado industrial o en serie se realiza en cambio con machos de roscar a máquina. Hay cuatro tipos principales: macho con canal recto, macho con canal helicoidal a derechas y macho con canal helicoidal a izquierdas y corte a derechas. Este último se utiliza para roscar agujeros con un corte interrumpido (por ejemplo: chaveteros longitudinales, agujeros transversales). La viruta va en dirección del avance del macho evitando quedarse atrapada entre las paredes del orificio y los dientes del macho. Finalmente, el macho recto con entrada corregida se utiliza en agujeros pasantes. La viruta es impulsada hacia adelante.
Existe una terraja para cada tipo de tornillo normalizado de acuerdo a los sistemas de roscas vigentes. Las terrajas pueden accionarse con la mano o montarse en un portaterrajas o brazo bandeador, que facilita aplicar la fuerza y el giro para formar la rosca deseada.

## Roscado en máquina

### Fresadora
Cuando se requiere que una rosca sea muy precisa se rectifica con rectificadoras en centros de mecanizado (CNC), que permiten realizar perfiles de todos los sistemas de roscado y además tienen una gran precisión pues son máquinas dirigidas por un software al que un operador le añade parámetros, disminuyendo costos y simplificando la labor.
El fresado de roscas permiten roscar materiales de mayor dureza y desarrollar velocidades de corte y avance muy superiores al roscado con macho. También puede realizar varias operaciones en los orificios, como taladrar un orificio, hacerle un avellanado, mecanizar la rosca y ranurar el final de la misma. Puede hacer que la rosca llegue más cerca del fondo de un orificio ciego, e incluso roscar agujeros de diferentes dimensiones en la misma pieza.
Un macho solo puede producir "el sentido" de la rosca —derecho o izquierdo— que ha sido tallado en la herramienta. Pero la fresadora puede producir roscas en ambos sentidos cambiando la programación CNC.
El control de las virutas mejora mucho con el fresado de roscas. Además la fresa de roscar se puede ajustar radialmente para conseguir una tolerancia distinta de la teórica o para alargar la vida de la herramienta.

### Torno

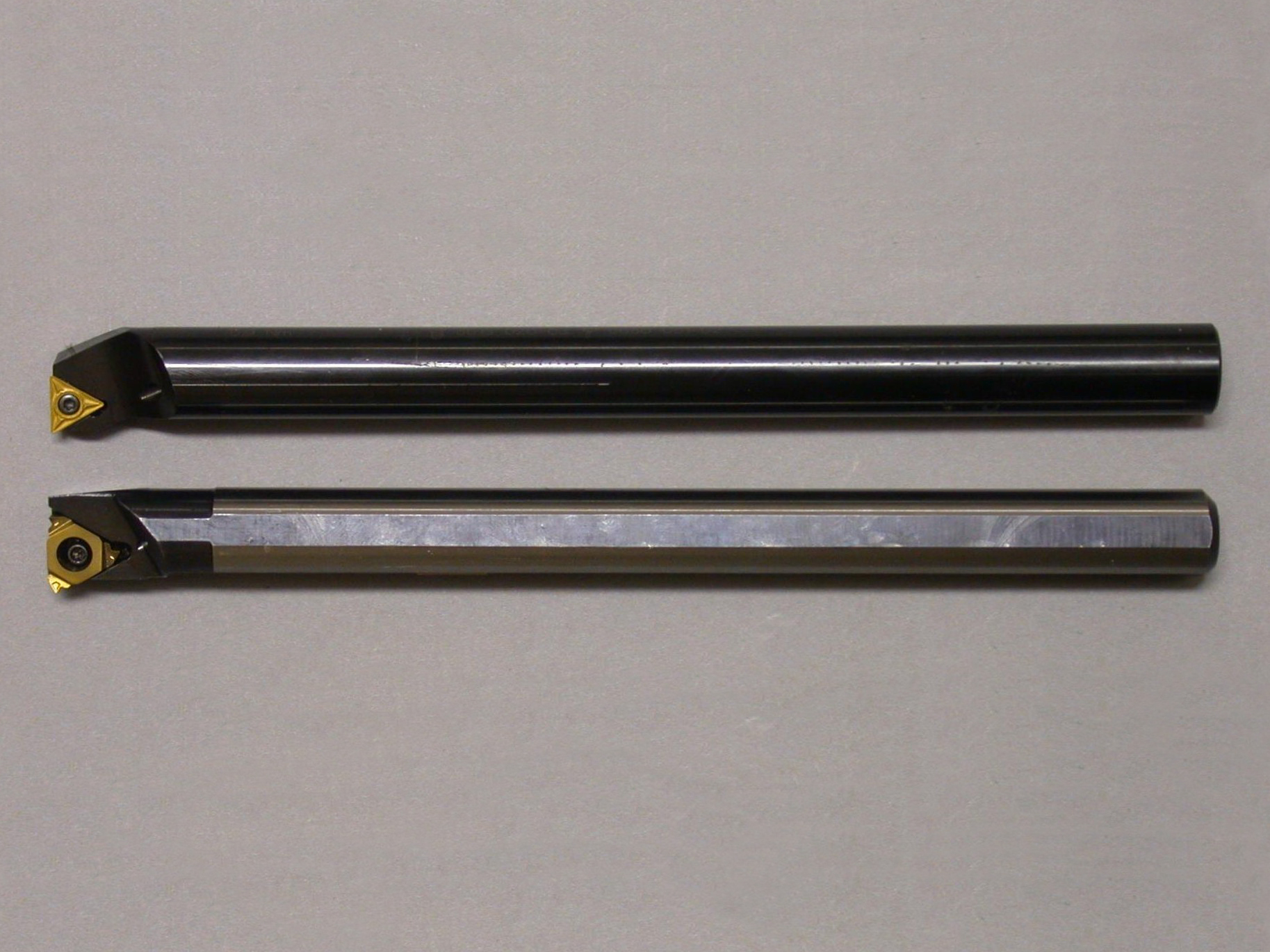
Herramientas de roscado interior en torno.

El torneado de roscas se realiza frecuentemente en tornos CNC, con herramientas de metal duro con plaquita intercambiable que ya tienen adaptado el perfil de la rosca que se trate de mecanizar.
Los intervalos de avance de la máquina deben coincidir con el paso de las mismas, lo que se logra con la programación de los tornos CNC. El torneado con plaquitas intercambiables se realiza haciendo varias pasadas de corte a lo largo de toda la longitud de la rosca, dividiendo la profundidad total de la rosca en pequeñas pasadas.

### Roscado por laminación
Cuando se requieren producir grandes cantidades de piezas roscadas se recurre a la laminación en lugar del arranque de viruta. En este método las fibras del material no son cortadas sino desplazadas. Esto reduce el tiempo de fabricación, extendiendo la durabilidad de las herramientas, además de reducir los sobrantes de material.
El roscado por laminación se puede realizar en varios tipos de tornos, centros de mecanizado y tornos CNC. Aquí se toma en cuenta el diámetro de los flancos de la rosca. Las características mecánicas y funcionales de los tornillos con rosca métrica, cementados y revenidos se encuentra en la norma ISO 7085:2000.

## Gestión económica del roscado

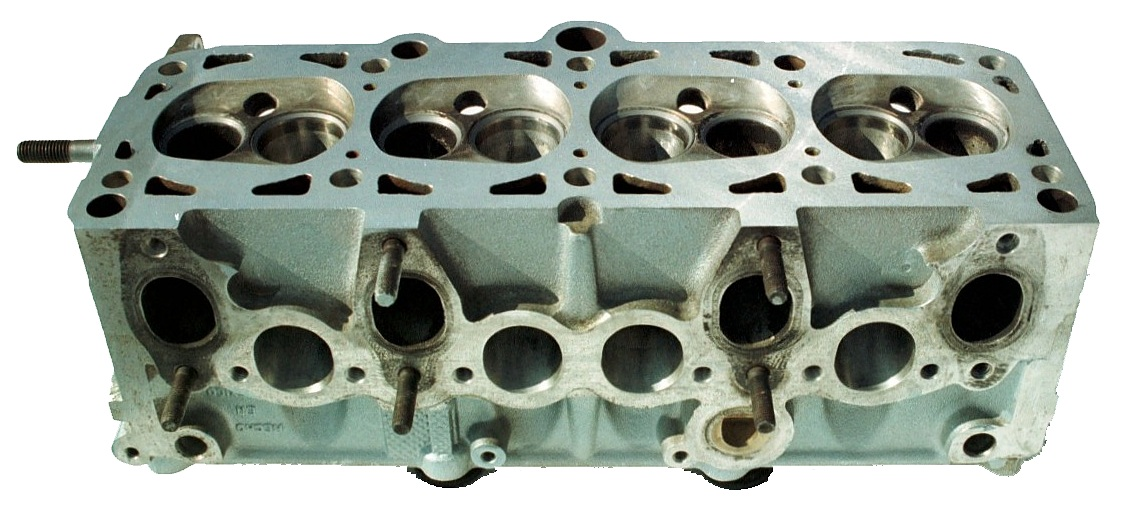
Tapa de cilindros de un motor de 4 tiempos con muchos agujeros roscados.

La suma del coste de la materia prima de una pieza, el coste del proceso de mecanizado y el coste de las piezas fabricadas de forma defectuosa constituyen el coste total de una pieza. El desarrollo tecnológico permite obtener la mayor calidad posible de los componentes al menor coste tanto de la materia prima como del mecanizado. Para reducir costes se consiguen materiales blandos que luego del mecanizado son endurecidos por tratamientos térmicos que incrementan su dureza y resistencia, entre otras propiedades mecánicas.
También se reducen costos con mejores herramientas de mecanizado que mejoran las condiciones tecnológicas del mecanizado (por ejemplo, más revoluciones de las herramientas de roscar o mayor duración de su filo). 
El control numérico redujo el índice de piezas defectuosas casi erradicando el roscado manual. Esto se aplica por ejemplo en la fabricación de tornillos y tuercas estandarizadas porque en muy poco tiempo se puede producir una gran cantidad de piezas con muy buena calidad y a bajo precio. No ha sido igual con el roscado de agujeros, tanto ciegos como pasantes, porque antes del roscado se debe taladrar el agujero y debe coincidir con las características de la rosca.

## Verificación  y medición de roscas

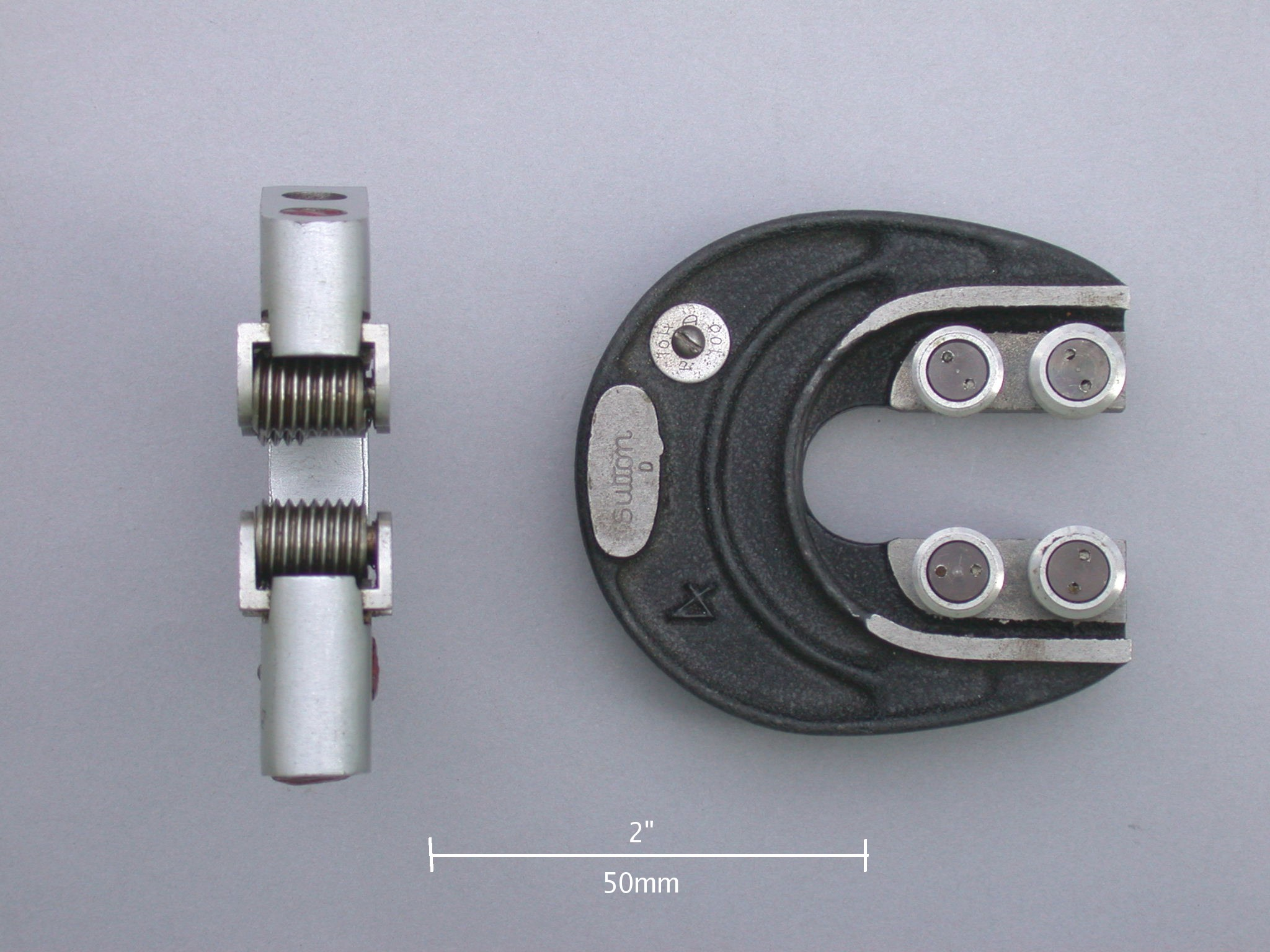
Galga (pasa no-pasa) roscados exteriores.

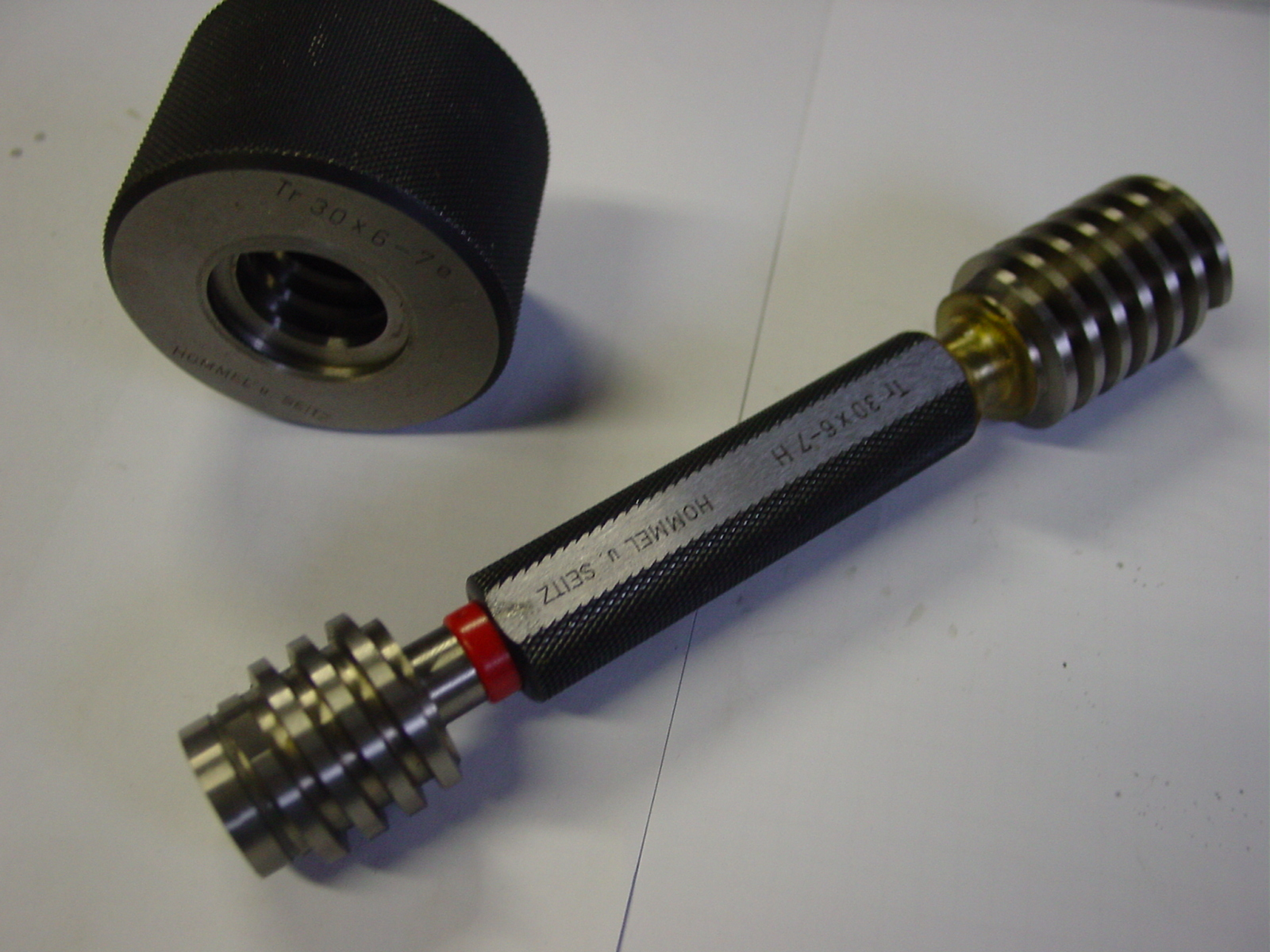
Galga Pasa No-pasa para roscas interiores.

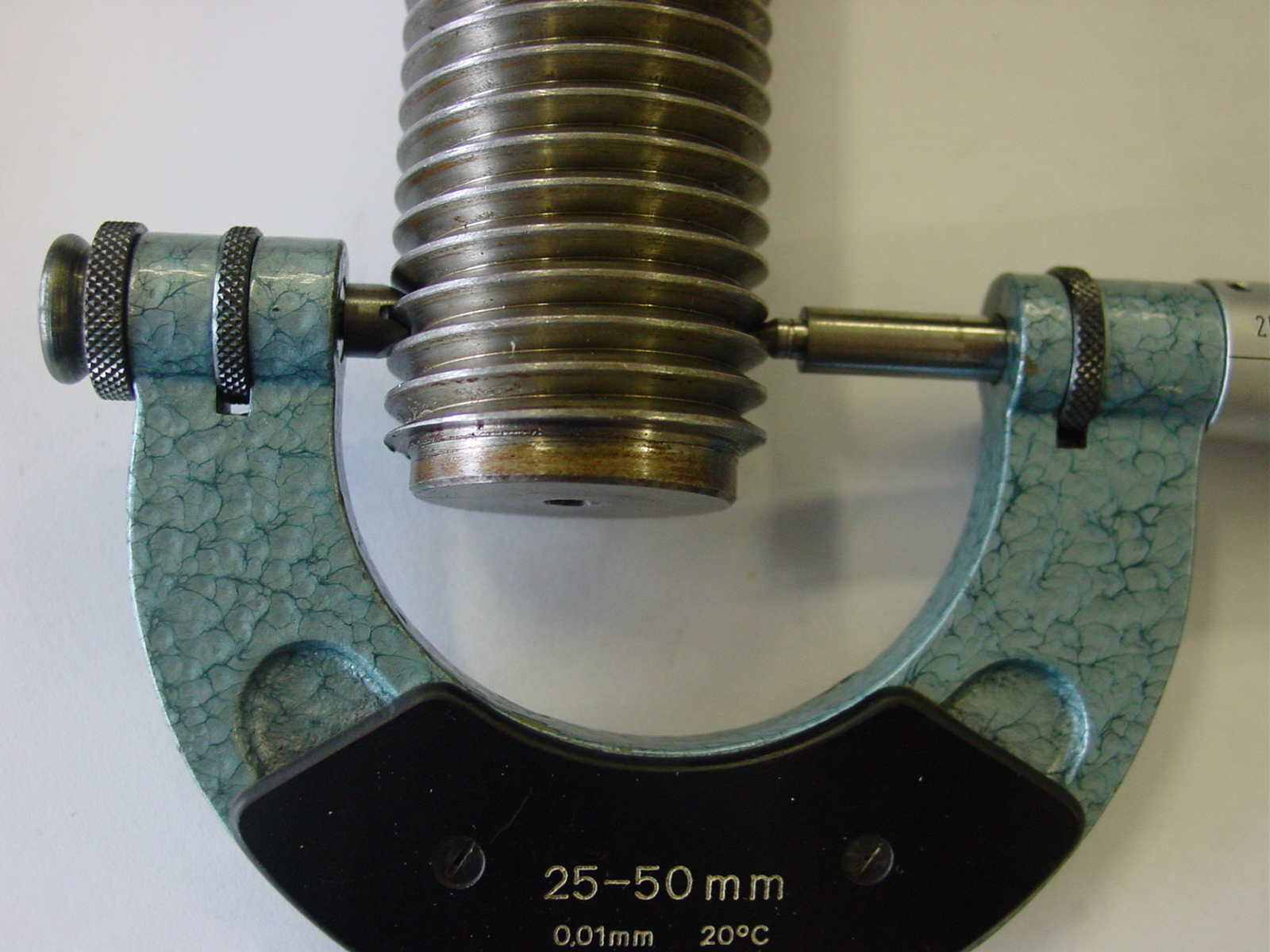
Micrómetro para medir roscas.

Las roscas pueden medirse o verificarse en forma directa o indirecta. Para la medición directa se utilizan generalmente micrómetros con puntas adaptadas que son introducidas en el flanco de las roscas. También puede introducirse un juego de varillas para medir los diámetros medios.
Para la medición indirecta de las roscas se utilizan varios métodos, como las galgas, que están compuestas de dos partes que permite medir tanto las roscas macho como hembras. Otro tipo de galgas es un juego de plantillas que presentan los pasos de rosca de los diferentes sistemas. En laboratorios de metrología también se usan los proyectores de perfiles, que permiten verificar roscas de precisión.

## Fallos y defectos de las roscas
Las roscas pueden presentar varios defectos. El primero está asociado con su cálculo y diseño. Pueden no haber sido seleccionadas adecuadamente las dimensiones de la rosca, el sistema adecuado y el material adecuado. Esto produce el deterioro prematuro o incluso súbito del apriete.
La rosca también puede deteriorarse por corrosión u oxidación, lo que produce la pérdida de presión de apriete y podría originar una avería porque se afloje el conjunto. Adicionalmente, si el apriete supera el par de apriete límite del elemento roscado, puede ocasionarse una laminación del componente más lábil del par.